# 安宁温泉

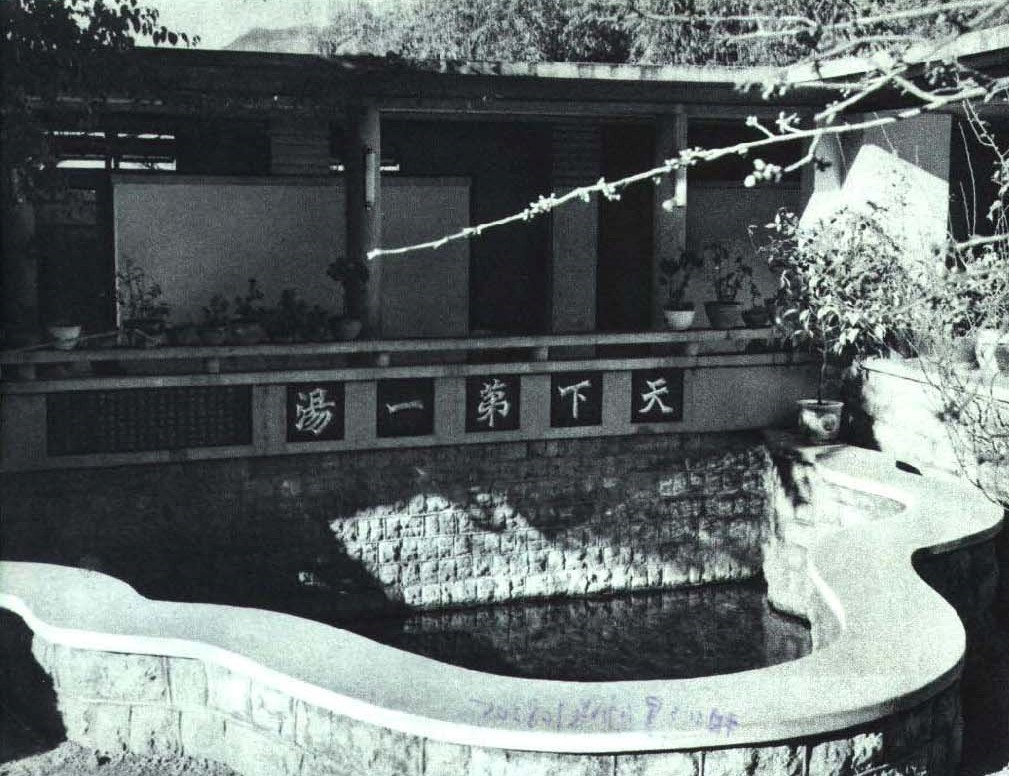
1964年的云南昆明安宁温泉

安宁温泉。该温泉位于云南省安宁市境内，在昆明市以西约40千米。
断裂带上有9个泉眼，泉眼多分布于螳螂川东北岸，水温常年在42—45摄氏度。最大泉眼名碧玉泉，外有杨慎书写的“天下第一汤”刻石。温泉附近还有曹溪寺、珍珠泉等名胜。